# Seznam filmov 20th Century Pictures
Seznam filmov v produkciji ameriškega studia 20th Century Pictures. Ten filmov sme produkciji okolo 20th Century Pictures in distribuciji okolo United Artists.
*:javna last

## Filmografija
- The Bowery (1933)
- Broadway Through a Keyhole (1933)
- Blood Money (1933)
- Advice to the Lovelorn (1933)
- Gallant Lady (1933)
- Moulin Rouge (1934)
- The House of Rothschild* (1934)
- Looking for Trouble (1934), koprodukcija z Darryl F. Zanuck
- The Last Gentleman (1934)
- Born to Be Bad (1934), prvi 20th Century Pictures naslov, ki je izšel na DVD, leta 2004
- Bulldog Drummond Strikes Back (1934)
- The Affairs of Cellini (1934)
- The Mighty Barnum (1934)
- Clive of India (1935)
- Folies Bergère (1935)
- Les Misérables (1935)
- Cardinal Richelieu (1935)
- The Call of the Wild (1935)
- Show Them No Mercy! (1935)